# Emil Kunze
Pour les articles homonymes, voir Kunze.
Emil Kunze (né le 18 décembre 1901 à Dresde et mort le 13 janvier 1994 à Pullach im Isartal) est un archéologue allemand.

## Biographie
De 1951 à 1966, Kunze est directeur de l'Institut archéologique allemand d'Athènes. Spécialiste d'Olympie, il a fait des contributions importantes et linguistiquement précieuses à l'histoire de l'art grec aux périodes géométrique et archaïque.
Son fils est le musicologue Stefan Kunze (en).

## Distinctions
- Croix de commandeur de l'ordre du Mérite